# Great Expectations (filme de 2012)
Great Expectations é uma adaptação fílmica de 2012, baseada na obra homônima de Charles Dickens. Dirigido por Mike Newell e apdatado por David Nicholls, é estrelado por Jeremy Irvine, Helena Bonham Carter, Holliday Grainger, Ralph Fiennes e Robbie Coltrane.